# Chiara Appendinová
Chiara Appendinová (nepřechýleně Appendino; * 12. června 1984 Moncalieri) je italská regionální politička, členka Hnutí pěti hvězd, zastávající v letech 2016 až 2021 úřad starostky města Turín.

## Životopis
Vystudovala ekonomii a finance na soukromé univerzitě Luigi Bocconiho (Università Commerciale Luigi Bocconi di Milano) v Miláně.
Členkou Hnutí pěti hvězdiček se stala v roce 2010, o rok později byla zvolena městskou radní v Turíně; od roku 2016 vykonává úřad starosty města Turín, když porazila v druhém kole ucházejícího se bývalého starostu Piera Fassina.
Je vdaná za Marca Lavatelliho, s nímž má dceru Sáru (* 2016).